# Earinus elator
Earinus elator är en stekelart som först beskrevs av Fabricius 1804.  Earinus elator ingår i släktet Earinus och familjen bracksteklar. Arten är reproducerande i Sverige. Inga underarter finns listade i Catalogue of Life.